# РДГ-2
РДГ-2 (Ручна Димова Граната) — радянська ручна димова граната, призначена для створення невеликих та короткострокових аерозольних завіс з метою маскування окремих вогневих точок, дрібних підрозділів, засліплення противника, імітації присутності військ, а також для імітації пожежі в бойовій техніці. Може також застосовуватися для позначення місць посадки вертольотів і вказівки для них напрямку і сили вітру.

## Варіанти
Граната випускається у п'яти варіантах — РДГ-2Б, РДГ-2Ч, РДГ-2Х, РДГ-2П, РДГ-У.
- РДГ-2Б. Дим білого кольору. Як димоутворювальний засіб використовується антраценова суміш.
- РДГ-2Ч. Дим чорного кольору. Як димоутворювальний засіб використовується антраценова суміш.
- РДГ-2Х. Дим білого кольору. Як димоутворювальний засіб використовується металхлоридна суміш.
- РДГ-2П. Дим білого кольору. Як димоутворювальний засіб використовується металхлоридна суміш. Від РДГ-2Х вона відрізняється часом розгоряння (3–5 секунд) і тривалістю димоутворення (60–120 секунд).
- РДГ-У. Використовується ЗС РФ з 2022 року для маскування особового складу та техніки в інфрачервоному діапазоні[1].

## Опис та характеристики
Граната являє собою картонний циліндричний корпус жовто-коричневого кольору діаметром 4,5 см і довжиною 15 см, заповнений димовою та запалювальною сумішами. Вага гранати 500–600 гр. Час розгоряння до 15 секунд, час інтенсивного димовиділення 60–75 секунд. При середніх метеоумовах одна граната РДГ-2Б створює непроглядну хмару білого диму довжиною близько 20 метрів, а граната РДГ-2Ч — хмару чорного диму довжиною до 10–15 метрів.
З обох кінців гранати завальцовані дві картонні кришки. Знизу, під кришкою в діафрагмі, є отвори для виходу диму, зверху під кришкою покладена запалювальна терка, а в діафрагму вставлений запал-сірник і також є отвори для виходу диму.
Антраценові суміші складаються з антрацену, хлористого амонію та бертолетової солі. При горінні антраценової суміші частина антрацену згорає за рахунок кисню бертолетової солі, при цьому виділяється значна кількість тепла. Решта антрацену загоряється (сублімує), і після конденсації в холодному повітрі перетворюється на дим. Хлорид амонію при високих температурах, що утворюються під час горіння антрацену, розкладається на аміак і хлористий водень (термічна дисоціація). У холодному повітрі обидві речовини з'єднуються знову з утворенням хлористого амонію та створюють стійкий аерозоль. Таким чином, хлористий амоній, поряд з антраценом, також є димоутворюючою речовиною. Крім того, хлористий амоній перешкоджає займанню суміші. Температура горіння суміші цього типу — 350–400 °C.
Металхдоридні суміші складаються з порошку алюмінію, залізної окалини та гексахлоретана. При підпалі металхдоридної суміші за допомогою запала, розвиваючого температуру близько 1000 °C, протікають реакції між гексахлоретаном та залізною окалиною, між гексахлоретаном і алюмінієм; FeO • Fe2О3 (Fe3O4) + С2Cl6 = FeCl3 + СО2 + СО + COCl2 + С + Q + 2Al + С2Cl6 = 2AlCl3 + 2С + Q
Утворені хлориди окисного заліза і алюмінію загоряються при температурі горіння суміші (300–1000 °C). Пари хлоридів конденсуються в холодному повітрі після виходу з шашки (гранати), утворюючи аерозоль. Так як хлорне залізо і хлористий алюміній вельми гігроскопічні, то в повітрі вони взаємодіють з вологою повітря утворюючи гідрати, які притягають вологу та утворюють крапельки туману. Роль алюмінію крім димоутворення полягає ще в тому, що він значною мірою підвищує температуру горіння суміші, так як при цьому можлива реакція між залізною окалиною і порошком алюмінію так, як це відбувається при горінні термітної суміші. Особливість горіння металохлоридних сумішей є те, що при цьому утворюється значна кількість фосгену, який може викликати ураження людей, що знаходяться в димі без протигазів.

## Застосування
РДГ-2Б і РДГ-2Ч запалюються від вбудованого запал-сірника. Для застосування гранати потрібно зняти бічні кришки за допомогою тасьм і чиркнути теркою по голівці запала, щоб він загорівся. Можна також підпалити запал звичайними сірниками або запальничкою. Після цього гранату можна кидати. Категорично не рекомендується тримати гранату в руці або підходити ближче ніж 0,5 м під час горіння, так як це може призвести до опіків.
РДГ-2Х і РДГ-2П замість запал-сірника мають тертковий запальник. Для приведення гранати у дію досить після зняття бічних кришок різко смикнути за тасьму запальника. Зазвичай це робиться разом з кидком гранати: тасьму запального пристосування надягають на кисть або пальці і, затримавши її в руці, кидають гранату.
Слід зазначити, що у разі якщо не відкриті отвори для виходу диму або ж іншим способом перешкоджено вільному виходу диму, через 5–10 секунд з моменту займання можливий вибух гранати. Те саме відбувається, якщо користуватися гранатою з вичерпаним терміном придатності (1 рік). Вибух не сильний, але особи, що знаходиться ближче 1 метра від гранати можуть отримати опіки. Горіння відсирілої гранати нестійке, для нього притаманне то майже повне згасання, то бурхливе виділення диму аж до вибуху. Час горіння такої гранати може затягуватися до 10–15 хвилин.
Дим інертний, неотруйний, не викликає подразнення очей або органів дихання, хоча і виділяє запах, схожий на запах димових гранат подразнювальної дії. Причина в тому, що і в тих і в інших гранатах як димоутворювальна речовина використовуються одні й ті ж суміші, тільки в сльозогінні гранати додатково додана речовина подразнювальної дії. Гранати подразнювальної дії мають на корпусі кільцеву синю смугу і не мають маркування «РДГ-2». Дим у таких шашок дуже нещільний, блакитного кольору.
Ручні димові гранати активно використовували радянські окупанти під час війни в Афганістані для «викурювання» противника з печер та інших укриттів. Ними прикривали роботи з розчищення завалів після вибухів і лавин на «серпантинах», з евакуації під обстрілом особового складу із запалених, підірваних на мінах БМП і БТР. За відгуками командирів частин і підрозділів, які брали участь у бойових діях, втрати військ і техніки при застосуванні димових засобів знизилися в 2–4 рази.